# Ајсат (француска певачица)
Ајсат (фр. Аysat; 1988) француска је певачица, сенегалско-мауританског порекла.

## Биографија
Ајсат је француска певачица, сенегалско-мауританског порекла, рођена у француском граду Мант ла Жоли 1988. године. У детињству је почела да пише песме, пева и плеше. У културни центар свог града прикључила се са 10 година и тамо је почела да учи хип-хоп и брејкденс. Након средње школе почела је да пише и снима песме. У то време је похађала студије биохемије и радила је као касирка, лабораторијска асистентица, па чак је и давала часове плеса да би зарађивала за живот.
Музички њен стил меша хип-хоп, Р'н'Б, соул и сенегалску музику. Њу су инспирисале личности попут Арете Френклин, Џени Хил, Миси Елиот и Мери Џеј Блајџ.
Прву песму јавно је објавила на Скиблогу 2007. године, пре него што је 2008. објавила свој први сингл, Je n’ai pas choisi. Након тога објавила је свој први ЕП 2011. године. Од тада је издала неколико синглова, била је на насловницама часописа и покренула је туторијале на свом Јутјуб каналу. Пише и свој сопствени блог о животу, Ayodiparis. 2019. је била учесница француског националног избора за Песму Евровизије 2019, Destination Eurovision 2019. Такмичила се са песмом Comme une Grande. Прошла је у финале у којем је била седма са 38 бодова, а победник је био Билал Асани.

## Дискографија
- C'est l'été (2009)
- Qu'est-ce qu'on cherce (2011)
- Quitte La (2016)
- Ailleurs (2017)
- Comme une grande (2019)
- On m'a dit (2019)
- On est bon (2019)